# Varavi
Varāvī (farsi وراوی) è una città dello shahrestān di Mehr, circoscrizione di Varavi, nella provincia di Fars. Aveva, nel 2006, una popolazione di 4.056 abitanti.